# 東地域巡回バス
東地域巡回バス（ひがしちいきじゅんかいバス）は福島県白河市の旧東村地区を運行するコミュニティバスである。

## 現行路線

### 小野田地区コース
- きつねうち温泉 - 大竹公民館 - 石原幼稚園バス停 - 鶴見山幼稚園バス停 - わしお東店 - 刈敷坂バス停 - 東庁舎 - きつねうち温泉

月・金曜運転（但し休日は運休）

### 釜子地区コース
- きつねうち温泉 - 若栗バス停 - 前百目木 - 形見公民館入口 - 市倉交差点 - 蕉内消防屯所 - 刈敷坂バス停 - わしお東店 - 東庁舎 - きつねうち温泉

月・金曜運転（但し休日は運休）

## 運賃
- 大人 200円、子供 100円